# Dream (album de Yuna Ito)
Pour les articles homonymes, voir Dream.
Albums de Yuna Itō
Wish
(2008)
Singles
Dream est le 3e album de Yuna Itō, sorti sous le label Studioseven Recordings le 27 mai 2009 au Japon. Il atteint la 7e place du classement de l'Oricon. Il se vend à 19 528 exemplaires la première semaine et reste classé pendant 8 semaines, pour un total de 35 738 exemplaires vendus. Il sort en format CD et CD+DVD. La devise de l'album est "If you can dream it, you can do it" ("Si vous pouvez le rêver, vous pouvez le faire").

## Chansons
- Miss You a été utilisé comme fond musical dans la publicité pour Vitamin Fruit de Ito En.
- Koi wa Groovy x2 a été utilisé comme campagne publicitaire pour promouvoir la Holiday Collection 2008 "Winter Neutrals" de Gap.
- Trust You a été utilisé comme musique de générique de fin pour la 2esaison de l'anime Mobile Suit Gundam 00.
- Brand New World a été utilisé comme fond musical pour Hawkins Sports.
- Love Machine Gun a été utilisé pour le roman sur portable, Tenshi no Koi.

## Liste des titres
| 1.  | Love You                                                      | Ryosuke Imai, Natsumi Kobayashi          | Ryosuke Imai                             | 4:01  |
| 2.  | Ima Demo Aitai yo... (feat. Spontania) (今でも 会いたいよ...) | Yuna Itō, Spontania, Jeff Miyahara, Ryll | Yuna Itō, Spontania, Jeff Miyahara, Ryll | 3:46  |
| 3.  | Brand New World                                               | Shunsuke Minami                          | Shunsuke Minami                          | 4:28  |
| 4.  | Koi wa Groovy x2 (恋はgroovy×2)                               | Kenn Kato                                | Shunsuke Minami                          | 3:34  |
| 5.  | Trust You                                                     | Markie                                   | Nakamura Jin                             | 5:18  |
| 6.  | Baila Baila                                                   | Shunsuke Minami                          | Shunsuke Minami                          | 3:25  |
| 7.  | Breeeeezin!!!!!!!                                             | Kami Kaoru                               | Kami Kaoru, Tomokazu "TOM" Matsuzawa     | 3:50  |
| 8.  | Miss You                                                      | Maika Shiratori                          | Yasuhara Hyoe                            | 5:03  |
| 9.  | Love Machine Gun                                              | Natsumi Kobayashi                        | Rui Momota                               | 4:45  |
| 10. | No One Else                                                   | Kenn Kato                                | Daiki                                    | 3:59  |
| 11. | Body                                                          | Yuna Itō, Shoko Fujibayashi              | Yuna Itō, Jeff Miyahara, Jeremy Soule    | 10:05 |

| 1. | Miss You                                    |  |
| 2. | Koi wa Groovy x2 (恋はgroovy×2)             |  |
| 3. | Trust You                                   |  |
| 4. | Ima Demo Aitai yo... (今でも 会いたいよ...) |  |
| 5. | Making of                                   |  |